# بيك (مانغا)
بيك (باليابانية: ベック, بالإنجليزية: Beck) هو سلسلة مانغا ياباني كتبه وصممه فنان المانغا هارولد ساكيشي. تم نشره أول مرة على مجلة شونين الشهرية على شكل حلقات من سنة 1999 حتى 2008, وبعدها نشر ب103 فصول في 34 مجلد تانكوبون من طرف كودانشا. تتحدث السلسلة عن مجموعة من المراهقين اليابانيين الذين أسسوا فرقة روك ونضالهم من أجل الشهرة، بطل القصة هو يوكيو تاناكا ذو ال14 عاما الذي كان مجرد مراهق يعيش حياة مملة حتى اكتشف موهبته في عزف القيثارة.

## وصلات خارجية
- بيك على موقع ANN manga (الإنجليزية)